# Neviusie
Neviusie (Neviusia) je rod rostlin patřící do čeledi růžovité (Rosaceae). Rod zahrnuje pouze dva druhy a je rozšířen výhradně v USA. Jsou to keře s jednoduchými střídavými listy a květy uspořádanými ve vrcholových chocholících připomínajících okolík. Plodem je souplodí nažek.

## Druhy
- Neviusia alabamensis
- Neviusia cliftonii
- †Neviusia dunthornei

## Použití
Keř Neviusia alabamensis lze použít jako okrasnou rostlinu. V ČR je naprosto otužilý. Má sbírkový význam. Je uváděn ze sbírek Pražské botanické zahrady v Tróji.